# Lliçà de Vall
Lliçà de Vall és un municipi de la comarca del Vallès Oriental situat a la Vall del Tenes i al límit de la plana de Granollers. Està format per terres ondulades, amb boscos de pins i prats, distribuït en urbanitzacions i zones industrials. El poble va néixer en el centre geogràfic de l'actual terme municipal, a la vall del riu Mardano (avui torrent Mardans). És a la cruïlla dels antics camins que anaven cap a Caldes de Montbuí, Lliçà d'Amunt i Granollers.

## Geografia
- Llista de topònims de Lliçà de Vall (Muntanyes, serres, collades, indrets, rius, fonts, edificis: cases, masies, esglésies, etc).

| Entitat de població       | Habitants (2024) |
| Lliçà de Vall             | 1.129            |
| el Mirador i el Mas Gordi | 964              |
| Can Prat                  | 961              |
| Can Vilardebò             | 774              |
| la Miranda del Vallès     | 682              |
| Ca l'Esteper              | 470              |
| el Sot dels Nostris       | 339              |
| Sant Moritz               | 304              |
| Cantallops                | 304              |
| Barri de Can Xiol         | 219              |
| Can Salgot                | 213              |
| Sant Valerià              | 206              |
| la Serra                  | 100              |
| el Pla                    | 97               |
| la Caseta                 | 92               |
| el Sot de la Coma         | 4                |
| Font: Idescat             |                  |

## Història
Les primeres restes de presència humana a la Vall del Tenes daten del darrer període del Paleolític, pels volts del 10.000 a.C. Són les troballes d'una estada temporal de caçadors-recol·lectors al torrent de la Font d'Abril, a Santa Eulàlia de Ronçana i a Can Garriga del Solei, a Bigues. Les condicions mediambientals, de vegetació i abundància d'aigua, haurien afavorit aquest emplaçament.
Per bé que els registres arqueològics han donat també la presència de poblats ibèrics concentrats en petits oppidum fortificats a la zona del Vallès i de La Vall del Tenes no és fins a la romanització que els pagesos ibèrics van baixar a les zones més planes, instal·lant-se lliurement o en dependència d'alguns propietaris colonitzadors romans nouvinguts. És el cas de Lliçà, el nom del qual provindria, hipotèticament, de la vila d'un veterà llicenciat de l'exèrcit, anomenat Licius.
A Lliçà de Vall no són estranyes les restes romanes que han aparegut, ja que representava un lloc òptim per a l'emplaçament d'una vil·la perquè reunia dos dels factors més importants: la proximitat de bones vies de comunicació, com la Via Augusta (que anava de la Jonquera fins a Cadis), el camí dels Vasos Apol·linars (que venia de Girona i passava per la Vila Semproniana -Granollers-, fins a Arragonem -Sabadell- i Ad-Fines -Martorell-) o la via que unia Iluro (Mataró) i Aqua Calidae (Caldes de Montbui) i la que anava de Barcino (Barcelona) a Ausa (Vic); i la disponibilitat de suficients recursos aqüífers que oferia La Vall del Tenes.
Encara que l'indret ja va estar poblat en època romana, no és esmentat fins al 946, en un document en què apareix amb el nom de Licano Subteriore.
El període històric que va des del segle iii fins al segle ix és força desconegut. Amb la dominació visigòtica, el règim agrari de les vil·les romanes no va canviar gaire. L'any 985 Al-Mansur va fer una incursió pel Vallès on arrasà la comarca, per tant, podem afirmar que el territori lliçanenc es trobava immers i envoltat d'un hàbitat força insegur. A mesura que els emperadors francs van anar conquerint territoris de la Catalunya Vella, començaren a organitzar el territori dividint-lo en comtats i el Vallès Oriental quedà inclòs en el comtat de Barcelona.
A partir del segle xi, amb el feudalisme, s'experimentà un canvi social en què les comunitats camperoles perderen llur autonomia i anaren subordinant-se a un poder més fort, ja fos religiós o militar. La vida d'aquests pagesos s'enquadrà en els nous masos, nuclis domèstics i unitats bàsiques de producció. La parròquia servia de nexe entre les diferents villae antigues, i el castell, la unitat més coercitiva i defensiva.
La protecció eclesiàstica que oferien les sagreres de les esglésies (zones sagrades de protecció davant els assalts feudals, 30 passes al voltant de cada església consagrada) després dels concilis de Pau i Treva i l'Assemblea de Vic (1033), va atraure l'hàbitat dels pagesos en una època de gran inestabilitat, com és el cas de Lliçà. La parròquia de Sant Cristòfol de Lliçà de Vall s'esmenta per primer cop l'any 1038 i hi ha constància de la sagrera des de finals del s. XI. Dins el terme de Lliçà de Vall també hi havia la capella de Sant Joan, a can Coll, de la qual se'n té notícia des de l'any 1009, quan fou dotada pel mateix senyor del castell.
La primera referència al castell de Lliçà (Castro Licano) és de l'any 1094, en el moment que el senyor Albert Bernat el traspassava al seu fill Bernat. Després va ser objecte de diferents traspassos, passant a ser propietat de diversos membres de la noblesa, l'església i fins i tot el rei Joan I, però el domini reial no és mantenir. Al segle xvii estava sota jurisdicció de la cort.
El creixement econòmic de l'Alta Edat Mitjana provocà la superpoblació al camp, la qual cosa va fer que s'explotessin terres de baixa qualitat. El desequilibri entre la població i els recursos es feia palès en els anys de males collites, on la població es veia abocada a la fam i a la penúria econòmica, i era més vulnerable a les malalties. L'aparició de les epidèmies fou constant per tot el país i provocaren una gran mortaldat. A causa de les miserables condicions de vida, a finals del segle xiv començà un període de freqüents revoltes pageses, agreujat per la crisi que desembocà en l'anomenada Guerra dels Remences. El Vallès va esdevenir un lloc d'actuació important dels revoltats.
A partir del segle xvi la població de la comarca s'anà recuperant progressivament fins al segle xviii, degut a factors com l'avenç de la medicina, les millores higièniques i les millores en l'alimentació que permeten disminuir les mortalitats catastròfiques. Però Lliçà de Vall fou una excepció, ja que la població quedà força estancada durant quatre segles: el 1378 tenia 27 focs (unes 135 persones) i al cens del 1787 es recollia una xifra de 130 habitants. Durant l'època Moderna l'agricultura continuà sent la base de l'economia i experimentà un creixement molt important. Lliçà de Vall, junt amb el Vallès, va ser una zona d'actuació i de reclutament de bandolers, no pas un lloc d'origen d'aquestes bandes. Durant la Guerra dels Segadors el poble va patir allotjaments i abusos per part de militars mercenaris. En la Guerra de Successió la major part del Vallès es va decantar per la causa austriacista.
Durant la Guerra de Francès no hi ha constància sobre la presència dels francesos al municipi, però sí que la tradició oral parla d'algun episodi d'enfrontament entre habitants del poble i els francesos, ja que la comarca esdevingué escenari de molts enfrontaments armats. La lluita entre partidaris absolutistes i liberals marcarà la resta de la història del segle xix i la població lliçanenca patí les seqüeles de les guerres carlines. La revolució de 1868 va permetre el nomenament de candidats a la Junta Revolucionària de Lliçà de Vall elegits per sufragi universal. Posteriorment, la restauració borbònica obrí una etapa d'estabilitat política on les classes burgeses van poder consolidar el seu desenvolupament econòmic. El nombre d'habitants de Lliçà era de 386 l'any 1871. D'aquesta època destaca l'evolució de l'ensenyament al poble: si l'any 1860 la taxa d'alfabetització era del 8,1%, l'any 1940 era del 67,5%. No obstant, el nivell educatiu en general era baix i la taxa d'alfabetització femenina era la meitat que la masculina.
El segle xx s'inicià sense grans canvis generals per a Lliçà de Vall. L'any 1908 Lliçà de Vall encarregava el projecte d'obres de la carretera entre Parets i Bigues; el 1921 s'instal·là la primera línia telefònica; el 1928 Ignasi de Llanza cedí els terrenys per a la construcció de l'edifici de l'Ajuntament i Marcel·lí Vilardebò cedí els terrenys per a la construcció de les escoles; el 1929 arribà el corrent elèctric i l'enllumenat públic i el 1931 el servei de correus arribà al poble.
En l'àmbit polític, el partit més votat a les eleccions a Corts del 1920 i 1923 a Lliçà de Vall fou la Lliga Regionalista. Amb l'arribada de la Segona República, reconeguda per l'Ajuntament el 2 d'agost de 1931, el partit més votat en les eleccions a Corts va ser Esquerra Republicana, així com en les eleccions al Parlament del 1932. Fins a les portes de 1936, la població lliçanenca, aleshores de 555 habitants, visqué els intents de canvis i les transformacions del país: l'avenç en la catalanització oficial, les millores escolars, la secularització del cementiri, etc. Tanmateix, els efectes de la Guerra Civil es va començar a notar la nit del 21 de juliol de 1936, quan l'església va ser cremada. Referent a aquesta època de conflicte, hi ha constància de la participació d'alguns habitants de Lliçà de Vall a l'exèrcit republicà, molts d'ells a la Columna del Vallès Oriental. Un total de nou persones perderen la vida en els fronts d'Aragó i el de l'Ebre, una altra morí víctima de la repressió del Comitè Antifeixista el setembre de 1936, i una altra el mes d'octubre del 1939, a causa de la repressió franquista. El 28 de gener de 1939, entraven les tropes revoltades a Lliçà de Vall.
Després d'una guerra sagnant la dictadura del general Franco consolidà una duríssima repressió. La recuperació de la tranquil·litat seria difícil i la vida quotidiana es convertí, sobretot en els primers anys de la postguerra, en un estat continu de control per part del sistema franquista. La política de l'Ajuntament, ple de deutes, fou estrictament controlada pel règim i tots els membres del consistori, així com totes aquelles persones que ocupaven un càrrec públic, havien de jurar fidelitat al dictador i adhesió als principis de la Falange. L'agricultura va continuar sent l'activitat econòmica predominant fins als anys seixanta, quan passarà a ser-ho la indústria, donada la posició ‘estratègica' prop de nuclis urbans importants i les seves connexions viàries. El desenvolupament de diversos sectors va donar pas a un augment de població, la qual va anar deixant de banda les formes de vida rurals.
Amb la mort del dictador arribaria l'època de la transició i els grups polítics de l'Estat aconseguiren estabilitzar una democràcia. A partir de 1979, i coincidint amb el funcionament dels primers ajuntaments democràtics, es va iniciar la formació de la Mancomunitat de la Vall del Tenes, integrada pels municipis de Bigues i Riells, Santa Eulàlia de Ronçana, Lliçà d'Amunt i Lliçà de Vall i que va actuar per a obtenir determinats serveis, difícils d'assolir per cada municipi individualment. El partit que esdevingué majoritari en quasi totes les eleccions a Lliçà de Vall fou Convergència i Unió, normalment seguit del Partit Socialista, fins a les eleccions al Parlament del 2017 on els partits més votats van ser Ciutadans i Esquerra Republicana. Cal destacar, durant el quart final del segle xx, l'avenç de l'ensenyament de manera prou important, així com nombrosos canvis en tots els àmbits, que responien a la demanda d'un poble en continu creixement. La població ha passat dels 1.380 habitants del 1975, als 3.258 de l'any 1991, fins als 6.386 habitants del 2017, la majoria provinents de l'entorn metropolità de Barcelona i resident en urbanitzacions. Durant aquesta etapa s'han produït molt canvis urbanístics i obres d'infraestructures i s'han obert molts equipaments i serveis públics, així com diverses empreses situades en els polígons industrials.

## Natura
El riu Tenes, juntament amb el Mogent, el Congost, la riera de Caldes i el Ripoll, integra els afluents que convergeixen en el Besòs. Aquesta vall natural es forma al nord de la serralada Prelitoral i mor prop de Mollet del Vallès, gairebé sota l'autopista AP-7. A la Vall del Tenes, com a la resta del Vallès, les planes són poc extenses i els relleus ondulants, on els turons es combinen amb petites valls.
A Lliçà de Vall, el Tenes deixa un marge de plana més ampla a la banda de Granollers (les Torres), que a l'oest, on el nucli principal de poblament s'enlaira una desena de metres sobre el riu. El turó de can Farners, amb 213 m, és el punt culminant del terme. El relleu és condicionat per la xarxa de torrents: el de Mardans, el de la Magarola i la riera Seca. Si ens fixem en el paisatge lliçanenc, es troba fortament urbanitzat i industrialitzat, sobretot a la zona sud, on els erms alternen amb les fàbriques i els conreus són residuals. Tanmateix encara hi ha espais agrícoles i zones boscoses amb pins, roures i alzines (bosc de Can Prat, de les Argelagues, de Tetuan, de Can Farners, de Can Vilardebò, Bosc Codern...). La vegetació de ribera, que va quedar malmesa per la riuada del 1994 i l'acció dels éssers humans, ressegueix el curs fluvial i els torrents.
El clima de Lliçà de Vall és mediterrani de tipus costaner central de plana prelitoral i de muntanya baixa. Com a trets elementals té un règim de pluges (626 mm/any) que es concentren en pocs dies durant l'any, sobretot a la primavera i a la tardor. Els vents de llevant solen causar sobtades situacions d'inestabilitat atmosfèrica. Les temperatures oscil·len entre el 8° i els 12° a l'hivern i els 23° 27° a l'estiu, de mitjana.

## Patrimoni arquitectònic local

### El Castell
Les restes del castell de Lliçà, pràcticament desaparegut, són al turó de l'antiga font de Can Vilardebò, anomenat també Castell del Moro o dels Moros, i al costat d'una cruïlla de camins que anaven de Lliçà de Vall a Caldes i Lliçà d'Amunt. No s'ha descobert si aquestes runes arqueològiques pertanyen a una torre de defensa o al castell sencer. Els terratrèmols que hi va haver entre els anys 1313 i 1427 també podrien haver afectat la construcció, tal com va passar amb les edificacions de l'església.

### Església de Sant Cristòfol

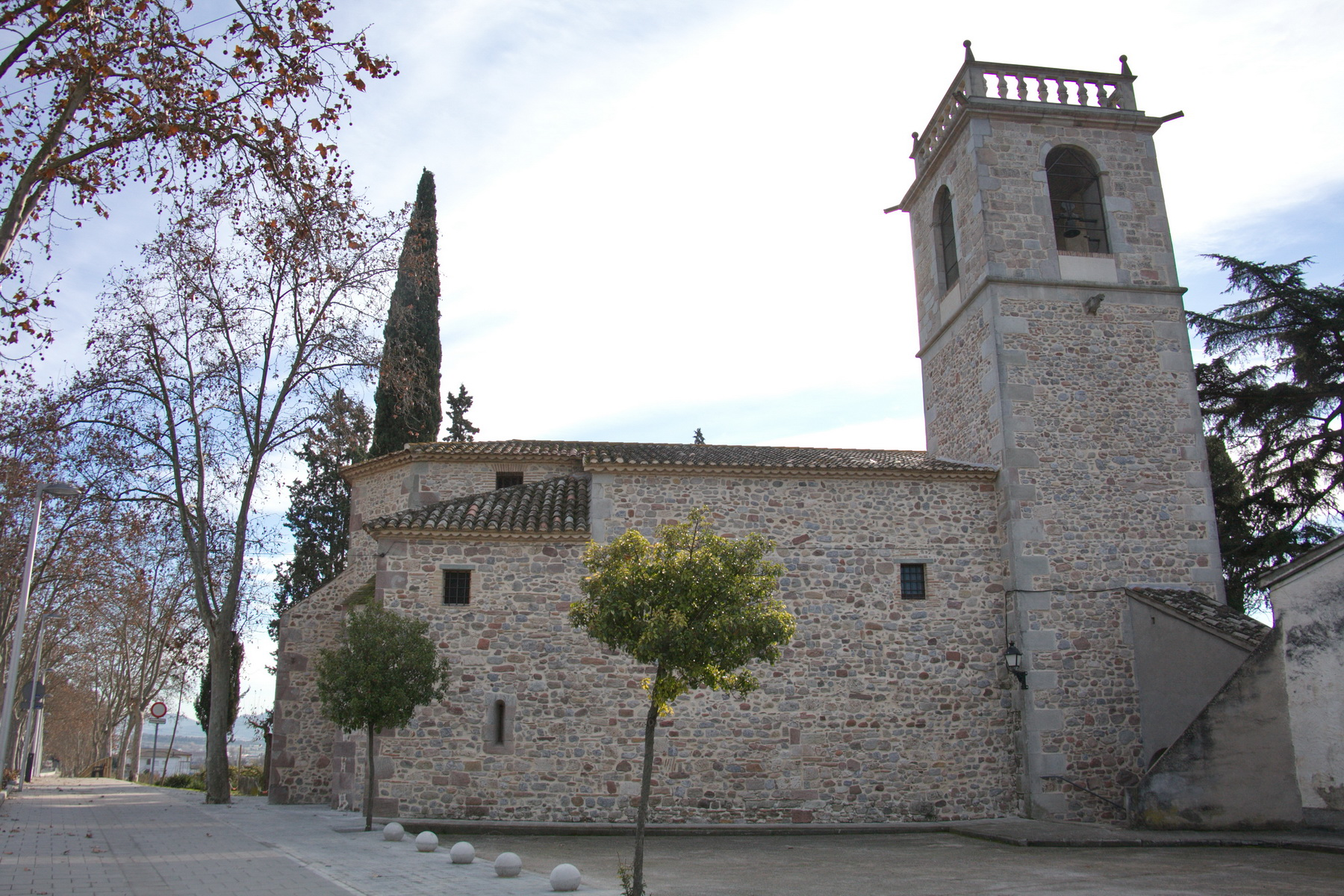
Fotografia de l'església

L'església parroquial de Sant Cristòfol es va construir al segle xiv, sobre un antic temple romànic documentat el 1113.
L'edifici actual és d'estil neoromànic, encara que les portalades són renaixentistes. El temple es va ampliar el 1706. L'última restauració es va fer l'any 2012 i va posar al descobert les parets de pedra, fins aleshores tapades per un arrebossat de ciment. L'atri del temple té uns frescos del pintor argentí Raúl Capitani, realitzats al segle xx. Hi ha un passadís soterrat, ara en desús, que antigament comunicava el temple amb el castell desaparegut.
Del que va ser rector de la parròquia durant més de quaranta anys, la segona meitat del segle xx, mossèn Joan Masó i Cabot, se'n conserven les cendres a la cripta que hi ha sota l'altar major.

### L'ermita de la Mare de Déu de Montserrat
L'ermita de la Mare de Déu de Montserrat és situada a la urbanització el Mirador, va ser construïda el 1976 per la família Serra. El dilluns corresponent a la Festa de la Primavera la Colla Sardanista «Les Llisses» organitzava una arrossada popular que acabava amb un ball de sardanes.

### Can Coll
De les masies històriques que té Lliçà de Vall destaca Can Coll. És una antiga casa senyorial dels Coll i Llanza, de Barcelona, on disposaven d'altres propietats. L'element arquitectònic més singular és una torre de planta quadrada de quatre pisos d'alçada, la qual té un relleu rectangular a la primera planta, on dos àngels sostenen un escut i la següent inscripció: «Fou edificada la present torra per l'honorable en Pere Coll a 7 d'abril de 1576». L'estil de construcció no només respon a les nocions renaixentistes d'ordre i simetria, sinó a una eclosió tipològica autòctona. L'any 1600, a la planta baixa de la torre, es va beneir una capella dedicada a Sant Joan, la qual va reemplaçar l'antiga capella de Sant Joan que existia des del segle xi. Aquesta capella conté pintures murals dels màrtirs, realitzades al 1963 pel pintor, escultor i ceramista Matias Palau Ferré. L'edifici més important és l'habitatge, envoltat d'altres construccions que complementen l'explotació: porxos, pou de glaç, pous, mines d'aigua, basses, molins feiners. De les construccions auxiliars destaquen les cavallerisses, la bassa de cànem que es va transformar en piscina i les restes del pou de glaç. L'any 1949 va ser declarat Bé Cultural de Interès Nacional (BCIN) per l'estat espanyol i el 1988 es declarà Bé d'Interès Cultural Immoble per la Generalitat de Catalunya.

### Els molins de Lliçà de Vall o de Can Coll.
Els Molins de Lliçà de Vall tots pertanyien a Can Coll. El Molí d'en Mig és el que comunament se'n diu Molí de Can Coll, El Molí de Can Roure o de dalt i el Molí d'en Xiol o d'abaix i són masies que pertanyen al municipi.

### Les masies
Hi ha un seguit de masies històriques, entre les quals sobresurt Can Coll. També és remarcable les Torres anomenada popularment Santa Maria del Vallès, propietat de l'Obra Tutelar Agrària, que la va comprar a la coneguda família Agustí, de gran tradició cultural. Altres masies que s'han de destacar són la Casa Nova de Can Vilardebò, Can Magarola, Can Gurri (on hi ha dos pous de glaç), Can Nadal, Can Canyet, Can Sans, Can Farnés, Can Prat, Can Serracarbassa, el Barri de les Casetes i el Barri del Pla, Can Camp, Can Valls i Can Tabaquet.

### Pous de glaç
La producció i fabricació del glaç va ser una activitat complementària als treballs agrícoles i les feines artesanals elementals molt important a Lliçà de Vall. La primera cita dels pous de glaç del poble es documenta l'any 1765, quan s'esmenten el pou de Can Coll i els dos de la verneda de Can Gurri, aquests també anomenats d'en Barrera, que era el notari arrendatari dels dos pous de Can Gurri. A final del segle xix i per la competència de les fàbriques de gel artificial, aquesta activitat va entrar en ràpida decadència fins al punt de desaparèixer, i els pous van acabar abandonades o reconvertides a altres usos 

## Transport i vies de comunicació
Les principals vies per accedir a Lliçà de Vall en transport privat són l'autovia C-17, que va des de Barcelona fins a Puigcerdà (sortida Lliçà de Vall), la carretera C-155, que va des de Granollers fins a Sabadell i l'autopista AP-7, que va des de Barcelona a França (sortides 14 i 15). També és possible accedir-hi des de les veïnes poblacions de Parets del Vallès i Lliçà d'Amunt.
En transport públic hi ha diverses línies regulars d'autobús operades per l'empresa Sagalés.

## Economia
Fins als anys seixanta la principal activitat econòmica del poble va ser l'agricultura. L'expansió demogràfica va reduir els terrenys de cultiu, l'agricultura va perdre importància (romanien només 200 hectàrees de terra conreada l'any 2009) i la va guanyar la indústria i el sector terciari.
Lliçà de Vall té un sector industrial molt rellevant a causa del bon condicionament dels polígons industrials i a les bones vies de comunicació que connecten el municipi amb les xarxes de distribució nacionals i internacionals. La indústria present és molt diversa i engloba sectors com l'alimentari, l'agroalimentari, les arts gràfiques, l'automoció, la construcció, el metal·lúrgic, l'electrònic, el paperer, el plàstic, el químic, el farmacèutic, el cosmètic, el de subministraments industrials, el de la fusta, el de gestió de residus, el tèxtil, el de transports i logística i el del vidre.
Pel que fa al sector terciari, el comerç, el transport i els serveis estan força desenvolupats. A Lliçà de Vall hi destaca el comerç majorista, freqüentment naus-magatzem d'empreses amb seu a Barcelona o a altres ciutats. L'oferta comercial minorista es troba distribuïda bàsicament en tres nuclis: la plaça de la Vila, l'Avinguda Montserrat i l' Avinguda Catalunya. Els dissabtes al matí se celebra el mercat setmanal a la plaça de la Vila, amb parades de productes variats. El municipi compta amb els serveis bàsics, tant privats com públics.
La renda familiar disponible bruta per habitant (18.200 € l'any 2015) està una mica per sobre de la mitjana del Vallès Oriental i de Catalunya. La base imposable general per declarant de l'IRPF (21.902 €) i el patrimoni mitjà per declarant (466.942 € el 2007) estan lleugerament per sota de la mitjana catalana.

## Equipaments públics
L'actual ajuntament de Lliçà de Vall va ser inaugurat el 1997, creant una nova plaça i així un nucli al municipi. En el mateix edifici i ha una de les oficines OAC, està ubicat l'Arxiu Municipal que aplega, conserva i difon els fons documentals generats per la mateixa Administració municipal, i també recull els testimonis documentals que els ciutadans i les entitats locals hi vulguin dipositar mitjançant cessió o donació. Són funcions de l'arxiu recollir, conservar, custodiar, inventariar i difondre la documentació dipositada en ell.
Actualment el municipi compta amb els següents equipaments:
- Sala de Cultura va ser projectade l'any 1974 com una iniciativa privada i es va complementar amb la construcció del Casal Social l'ny 1981 tot passant a ser titularitat pública.

- Biblioteca Municipal de Lliçà de Vall des de l'any 1991 compta amb Biblioteca de titularitat municipal. És situada als baixos del Casal Social i l'any 1999 va ser ampliada ocupant l'antic magatzem de la brigada municipal. L'any 2016 va entrar a la Xarxa de Biblioteques de la Generalitat de Catalunya.
- Centren Cívic de Can Magarola és la seu de la Regidoria de Cultura des de l'any 2002. És un centre sociocultural obert, polivalent i un espai de trobada per iniciatives socials. Actualment una de les seus de l'Escola Municipal de Música de la Vall del Tenes.
- Casal de Can Prat es va crear a arrel de l'associació de Propietaris de Can Prat va promoure la construcció d'un Centre Social i Zona Esportiva en uns terrenys municipals. Al novembre de 2005 va aprovar la municipalització de la zona esportiva Can Prat.
- Can Coll es va adquirir el març de 2017 per l'ajuntament i ja des del primer moment s'han utilitzat jardins i exteriors per a fer tot tipus d'activitats. Immediatament es va fer un procés de participació i resta pendent la definició dels seus usos. Disposa d'una capella dissenyada per l'arquitecte Jordi Bonet i Armengol amb obres de l'escultor Josep Maria Subirachs i del pintor Maties Palau Ferré.
- Casal de Joves el Kaliu funciona des de l'any 2009 és on gestionen les diferents accions i serveis adreçats específicament a joves. Acull bona part de les activitats i serveis juvenils
- Els centres educatius són l'Escola Bressol Els Ninots (fundada l'any 1989), l'Escola Les Llisses (ubicada des de l'any 1929 en l'actual emplaçament), Escola Els Vinyals i l'Institut El Vern.

- Té deixalleria, cementiri i tanatori, centre d'atenció primària, jujats de pau, Escola Municipal de Persones Adultes (EMPA), pavelló municipal d'esports i Camp de futbol (va estar inaugurat el 1990, però ha tingut altres camps de futbol des de la seva fundació l'any 1949).

## Demografia
| 1497 f | 1515 f | 1553 f | 1717 | 1787 | 1857 | 1877 | 1887 | 1900 | 1910 |
| ------ | ------ | ------ | ---- | ---- | ---- | ---- | ---- | ---- | ---- |
| 18     | 26     | 19     | 165  | 130  | 404  | 394  | 416  | 395  | 500  |

| 1920 | 1930 | 1940 | 1950 | 1960 | 1970  | 1981  | 1990  | 1992  | 1994  |
| ---- | ---- | ---- | ---- | ---- | ----- | ----- | ----- | ----- | ----- |
| 513  | 639  | 689  | 681  | 675  | 1.222 | 1.717 | 3.083 | 3.616 | 3.616 |

| 1996  | 1998  | 2000  | 2002  | 2004  | 2006  | 2008  | 2010  | 2012  | 2014  |
| ----- | ----- | ----- | ----- | ----- | ----- | ----- | ----- | ----- | ----- |
| 4.513 | 4.757 | 5.070 | 5.396 | 5.696 | 6.033 | 6.182 | 6.365 | 6.394 | 6.354 |

| 2016  | 2018  | 2020  | 2022  | 2024  | 2026 | 2028 | 2030 | 2032 | 2034 |
| ----- | ----- | ----- | ----- | ----- | ---- | ---- | ---- | ---- | ---- |
| 6.370 | 6.480 | 6.497 | 6.760 | 6.861 | -    | -    | -    | -    | -    |

Altres dades sobre la població de Lliçà de Vall (padró municipal d'habitants per sexes, població per sexes, saldos migratoris, grau de coneixement del català i recollida selectiva de residus).

## Política
| ERC - AM   | Junts Per Lliçà | PSC - CP   | C's        | FEMLL-ECG  |
| ---------- | --------------- | ---------- | ---------- | ---------- |
| 911        | 731             | 710        | 409        | 310        |
| 26,77%     | 21,48%          | 20,86%     | 12,02%     | 9,11%      |
| 4 regidors | 3 regidors      | 3 regidors | 2 regidors | 1 regidors |

| CiU        | ERC - Junts Per Lliçà | FEM Lliçà - Fem Entesa | PSC - Candidatura de Progrés | PP         |
| ---------- | --------------------- | ---------------------- | ---------------------------- | ---------- |
| 932        | 663                   | 590                    | 460                          | 278        |
| 31,41%     | 22,35%                | 19,89%                 | 15,50%                       | 9,37%      |
| 4 regidors | 3 regidors            | 3 regidors             | 2 regidors                   | 1 regidors |

## Festes Populars

### La Festa del Glaç
Se celebra a finals d'octubre als pous de glaç de Can Gurri, on es fa una representació dels viatges que es feien per vendre el glaç a les ciutats i hi ha un mercat de pagès, una exposició, activitats infantils i familiars i àpats populars.

### La Festa Major
El primer cap de setmana complert de juliol, on s'hi fan tot tipus d'activitats, amb un protagonisme important de les colles: pregó, barraques, balls populars, activitats culturals, lúdiques i gastronòmiques, correfoc, castells, focs artificials, etc.
Des de 2011 és cabdal la importància de les Colles. Introduit des de la Regidoria de Cultura, s'intenta promocionar una Festa Major més participativa i s'instaura un sistema de competició lúdica enfocada a la població, que s'agrupa en colles.
| Colles participants a la Festa Major |            |                |                  |            |
| AGPI Buda                            | La Mama ve | La Penya Gansa | La Colla Records | El tractor |

### La Festa de la Primavera
A finals d'abril, amb activitats socials, culturals, lúdiques, esportives i solidàries, trobada de gegants, concursos de balls, àpats populars i espectacles organitzats per entitats del municipi.

### Altres diades importants de Lliçà de Vall
El dia de Reis, quan s'organitza una rua on els tres reis d'Orient i els més menuts són els protagonistes; el Carnestoltes, quan s'organitza una altra rua on la gent disfressada hi participa a les carrosses i s'atorguen els premis als millors vestits, a la millor carrossa, i també a la participació i l'originalitat, o la Diada Nacional de Catalunya, amb una ofrena floral de les entitats i les institucions i diverses activitats culturals i gastronòmiques.